# معبد گانگارامایا
معبد گانگارامایا (انگلیسی: Gangaramaya Temple) یک معبد بودایی در شهر کلمبو سری لانکا می‌باشد